# Битка при Джунис
Битката при Джунис на 17 октомври 1876 година е решителното сражение в Първата сръбско-турска война, в което турците пробиват сръбската отбрана в долината на Южна Морава.

## Предхождащи събития
За да заобиколят силните сръбски укрепления при Алексинац и Делиград, след безуспешния щурм на Шуматовац на 11 август турците прехвърлят главните си сили от десния на левия бряг на реката. В боевете при Адровац и Бобовище до края на месеца те изтласкват сърбите на линията Велики Шелиговац – Джунис, обхождайки алексинацките позиции от запад преди бойните действия да бъдат прекъснати по настояване на Великите сили.
След края на примирието и безуспешната контраофанзива при Кревет и Гредетин през септември командващият сръбската армия генерал Михаил Черняев нарежда Джунис да бъде укрепен като позиция с ключово значение за контрола върху снабдяването и съобщенията в Югоизточна Сърбия. През следващите седмици обаче съотношението на силите се изменя в полза на турските войски, които получават подкрепления, за сметка на сръбските, които изпитват остър недостиг на муниции, топло облекло и продоволствие. Положението на сърбите се влошава още повече, след като на 7 – 9 октомври турците нанасят поражение на корпуса на полковник Джура Хорватович и превземат Велики Шилеговац.

## Битката
На 17 октомври 70-хилядната армия на Абдул Керим паша преминава в общо настъпление срещу 40-хилядната сръбска армия с диверсии по фланговете и масиран удар към Джунис. Сръбското опълчение не устоява: защитниците на Джунис напускат позициите си и, вместо към предварително подготвената втора отбранителна линия, отстъпват в безредие през Морава към Делиград, изоставяйки по-голямата част от артилерията си. Сред малкото части, които запазват ред, са руските и българските доброволци, които прикриват отстъплението на останалите войски.

## Резултат
Победата при Джунис открива на турците пътя за Белград. Разбитите сръбски сили са разсечени на две – едната част (корпусът на Хорватович) е отхвърлена към Крушевац, а другата остава на десния бряг на Морава. Само енергичната дипломатическа намеса на Русия спира по-нататъшното турско настъпление.